# Dão-Lafões
Il Dão-Lafões è una subregione statistica del Portogallo, parte della regione Centro, che comprende il distretto di Viseu e un comune del distretto di Guarda. Confina a nord col Tâmega e il Douro, ad est con la Beira Interna Nord e la Serra da Estrela, a sud con il Pinhal Interno Nord ed il Basso Mondego e ad ovest con il Basso Vouga e l'Entre Douro e Vouga.

## Suddivisioni
Comprende 15 comuni:
- Aguiar da Beira
- Carregal do Sal
- Castro Daire
- Mangualde
- Mortágua
- Nelas
- Oliveira de Frades
- Penalva do Castelo
- Santa Comba Dão
- São Pedro do Sul
- Sátão
- Tondela
- Vila Nova de Paiva
- Viseu
- Vouzela